# Silpancho
El sillpancho, o silpancho (del quechua sillp'anchu, aplanada y delgada) es un plato típico de la cocina boliviana, particularmente del departamento de Cochabamba, donde es considerado una de sus preparaciones más representativas.

## Descripción
Se compone de arroz, papas, una lonja circular de carne de vaca apanada y frita que cubre la mayor parte del plato y huevo frito. Suele venir con papas hervidas y después fritas, y una ensalada compuesta básicamente de cebolla, tomate y locoto en cubos pequeños en la parte superior a modo de salsa. Otras variantes llevan también zanahoria. 
El plato originalmente no llevaba arroz ni huevo y se llamaba bistec (palabra derivada de manera criolla de beef steak), pero se dice que fue Celia la Fuente Peredo (1924-2008) quien configuró el silpancho como ahora se le conoce. Fuente Peredo es reconocida por el departamento de Cochabamba como la creadora del plato.

## Etimología
Según la historia cochabambina, Celia la Fuente vendía este plato a un cliente regular llamado Pancho y le decía: "Aquí tienes tu sillpa, Pancho". Sillpa en quechua significa delgado, alargado, fino, tal como es la carne del plato. De ahí, se dice, viene el nombre silpancho.

## Comercialización
En Cochabamba es común encontrar lugares dedicados exclusivamente al expendio de este plato. En la noche los locales de venta son fácilmente reconocibles por llevar un foco o bombillo con una visera en la parte superior del mismo que los caracteriza.

## Difusión y variaciones
El silpancho ha dejado de ser un plato tradicional solo de Cochabamba para convertirse en un plato tradicional de Bolivia. Se sirve en muchos restaurantes con diferentes variaciones, y en algunos otros países, sobre todo en los restaurantes bolivianos, en Europa así como en los Estados Unidos.
El plato conocido como "trancapecho" es la adaptación del sillpancho a sándwich, tratándose de un pan relleno con todos los elementos del silpancho tradicional.

## Plato bandera
En 2014 agrupaciones de chefs y gastrónomos consideraron el silpancho como una de las preparaciones con posibilidades de convertirse en el plato bandera del país. Una encuesta en línea realizada en febrero de 2019 lo identificó entre los platos bolivianos más sabrosos.